# Les Visiteurs : La Révolution
Pour les articles homonymes, voir Les Visiteurs.
Série Les Visiteurs
Les Couloirs du temps : Les Visiteurs 2
(1998)
Pour plus de détails, voir Fiche technique et Distribution.
Les Visiteurs : La Révolution est un film franco-tchéco-belge réalisé par Jean-Marie Poiré sorti en 2016. 
Troisième opus de la trilogie Les Visiteurs, il fait suite au deuxième volet Les Visiteurs 2: les couloirs du temps, dix-huit ans après la sortie de celui-ci, en 1998, et vingt-trois ans après le premier film, en 1993. En 2001 cependant, un remake franco-américain du premier film intitulé Les Visiteurs en Amérique était sorti (également réalisé par Jean-Marie Poiré).
Seuls trois acteurs des deux films précédents jouent dans ce troisième opus, à savoir Christian Clavier, Jean Reno et Marie-Anne Chazel, mais seuls Reno et Clavier retrouvent leurs personnages de Godefroy de Montmirail et Jacquouille la Fripouille. Ils sont entourés par de nouveaux protagonistes interprétés par Franck Dubosc, Karin Viard, Sylvie Testud, Ary Abittan, Alex Lutz et Pascal Nzonzi. Comme pour les deux premiers films, Christian Clavier et Jean-Marie Poiré sont les auteurs du scénario.
Tourné d'avril à juin 2015 en République tchèque puis en Belgique, le film est, avec Les Visiteurs en Amérique, le second film de la série à ne pas avoir été réalisé en France.
Pour rentabiliser le film qui a coûté 25 millions d'euros, la production avait besoin d'au moins 5 millions d'entrées au cinéma. Toutefois, avec seulement 2 millions d'entrées, le film est un échec commercial, doublé d'un échec critique.

## Synopsis
Arrivés en 1793, en pleine Révolution française, Godefroy de Montmirail et son écuyer Jacquouille la Fripouille rencontrent Jacquouillet, descendant de Jacquouille et accusateur public, et se retrouvent empêtrés dans la tourmente de la Terreur. Godefroy est confronté à sa descendance de l'époque, qui essaie d'échapper à la Révolution : lui et son écuyer les aident à fuir et tentent de retrouver un descendant de l'Enchanteur pour rentrer à leur époque. Les deux voyageurs temporels subissent en effet des effets secondaires inquiétants dus aux couloirs du temps non refermés.

## Fiche technique

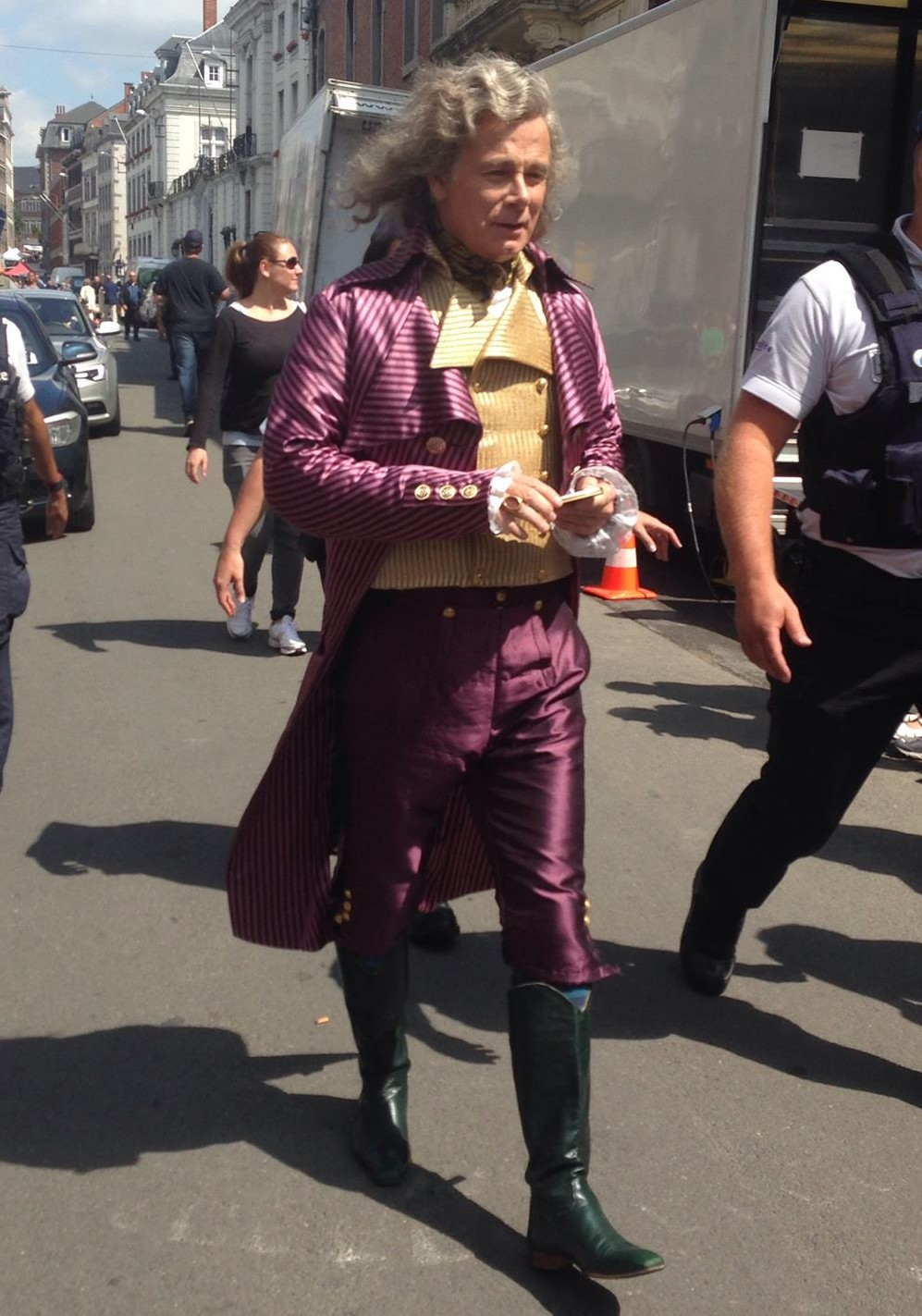
Franck Dubosc lors du tournage à Namur, en juin 2015.

- Titre original et québécois : Les Visiteurs : La Révolution[2],[n 1]
- Réalisation : Jean-Marie Poiré
- Scénario, adaptation et dialogues : Jean-Marie Poiré et Christian Clavier
- Musique : Éric Lévi
- Direction artistique : Gérard Drolon, Beatrice Brentnerova, Isabelle de Araujo et Thomas Delord
- Décors : Philippe Leveque
- Costumes : Pierre-Jean Larroque
- Photographie : Stéphane Le Parc
- Son : Marc Doisne, Charles Michaud, Dominique Warnier
- Montage : Philippe Bourgueil
- Production : Sidonie Dumas et Jean-Marie Poiré
  - Direction de production : Michal Prikryl
  - Production exécutive : Marc Vadé
  - Coproduction : Christian Clavier, Serge de Poucques, David Claikens, Sylvain Goldberg, Marc Jenny et Alex Verbaere
- Sociétés de production[3] : 
  - France : Gaumont, Ouille Productions et TF1 Films Production, avec la participation de Canal+, Ciné+ et TF1
  - Belgique : Nexus Factory, avec la participation de La Wallonie, avec le soutien de la "Tax Shelter" du Gouvernement Fédéral Belge
  - République tchèque : Okko Productions[n 2], avec le soutien des Fonds d'État de la République tchèque pour le soutien et le développement de la cinématographie
- Société de ま :
  - France : Gaumont
  - Belgique : Paradiso Entertainment
  - République tchèque : Bontonfilm
  - Suisse romande : JMH Distribution
  - Canada : A-Z Films
- Budget : 24 754 646 €[4],[5],[6]
- Pays de production :  France,  Belgique,  République tchèque
- Langue originale : français
- Format[7] : couleur - DCP Digital Cinema Package - 2,35:1 (Cinémascope)
- Genre : comédie, fantastique, aventures
- Durée : 110 minutes
- Dates de sortie[2] :
  - France, Belgique, Suisse romande : 6 avril 2016[8],[9]
  - Québec : 8 avril 2016[10]
- Classification[11] :
  - France: tous publics[12]
  - Belgique : tous publics (Alle Leeftijden)[8]
  - Québec : tous publics (G - General Rating)[10]
  - Suisse romande : interdit aux moins de 8 ans[13]

## Distribution
- Christian Clavier : Jacquouille la Fripouille / Antoine-Claude Jacquouillet / Edmond Jacquart, descendant en 1943
- Jean Reno : Godefroy Amaury de Malfête, comte de Montmirail, d'Apremont et de Papincourt, dit « le Hardi »
- Franck Dubosc[14] : Gonzague de Montmirail [n 3] / François de Montmirail, descendant en 1943
- Marie-Anne Chazel : Prune, ascendante de Ginette
- Karin Viard[16] : Adélaïde de Montmirail
- Sylvie Testud[16] : Charlotte de Robespierre / Geneviève Carraud-Robespierre, descendante en 1943
- Stéphanie Crayencour[1] : Victoire-Églantine de Montmirail[17]
- Ary Abittan[16] : Lorenzo Baldini, marquis de Portofino
- Alex Lutz[16] : Robert de Montmirail, descendant de Godefroy[18]
- Pascal Nzonzi : Philibert, compagnon de Prune
- Frédérique Bel : Flore
- Nicolas Vaude : Maximilien de Robespierre
- Christian Hecq[1] : Jean-Paul Marat
- Christelle Cornil[1] : Simone Marat
- Lorànt Deutsch[19] : Jean-Marie Collot d'Herbois
- Mathieu Spinosi : Louis Antoine de Saint-Just
- François Bureloup : Georges Couthon
- Nicolas Lumbreras : Jacques-Nicolas Billaud-Varenne
- Cyril Lecomte : Joseph Fouché
- Alexandre von Sivers[1] : Charles Eusèbe, l'apothicaire descendant d'Eusæbius en 1793
- Dimitri Storoge : le commissaire Verdier
- Serge Papagalli[20] : le cocher
- Véronique Boulanger : Élise
- Éric De Staercke[1] : le duc hollandais
- Patrick Descamps : Louis VI « le Gros », roi de France[n 4]
- David Salles : Raoul Ier « le Borgne »
- Annie Grégorio : Honorine
- Götz Otto : le colonel Wurtz
- Urbain Cancelier : le geôlier chef à la prison d'Issoudun
- Jean-Luc Couchard : l'accusateur François Paul Legendre
- Guillaume Briat : Robinot
- Joëlle Sevilla : Mme Robinot
- Julie-Marie Parmentier : Norah, la fille d'Eusæbius
- Chantal Pirotte : Catherine Théot
- Elliot Goldberg : Thibaud de Montmirail
- Horatia Taittinger : Marie-Thérèse de Montmirail
- Ryan Brodie : Jacques-Henri Jacquart jeune
- Jib Pocthier : un sans-culottes
- Renaud Capuçon : le violoniste à la prison d'Issoudun
- Thierry Marlair : un bourgeois
- Damien Ferrette : le soldat de l'an II (images du second film)
- Eric Soriano : Le fils Robespierre #02

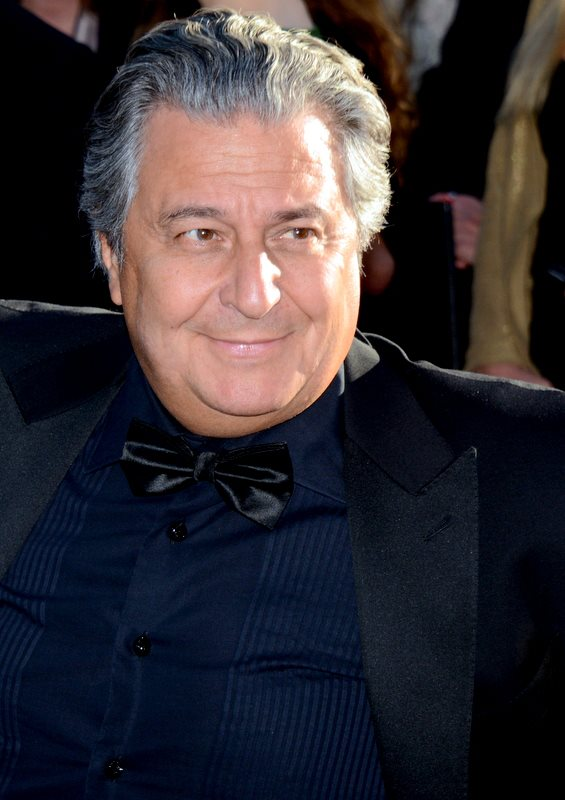
Christian Clavier
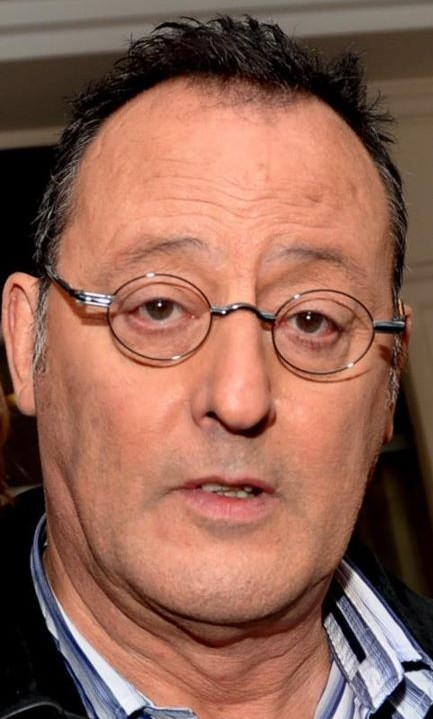
Jean Reno
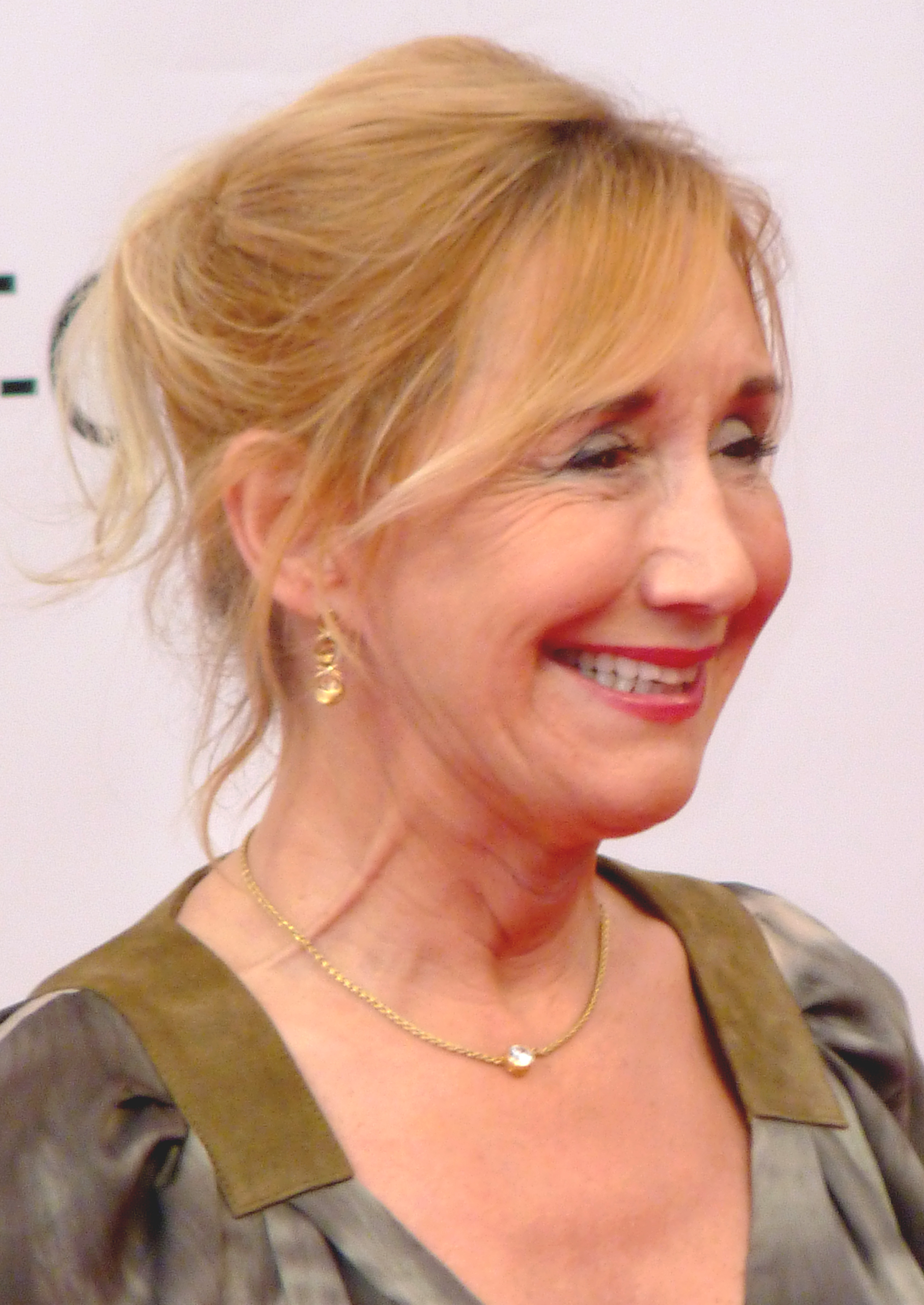
Marie-Anne Chazel
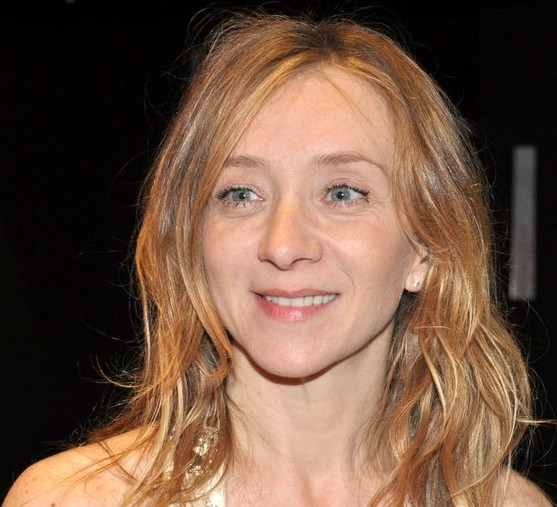
Sylvie Testud
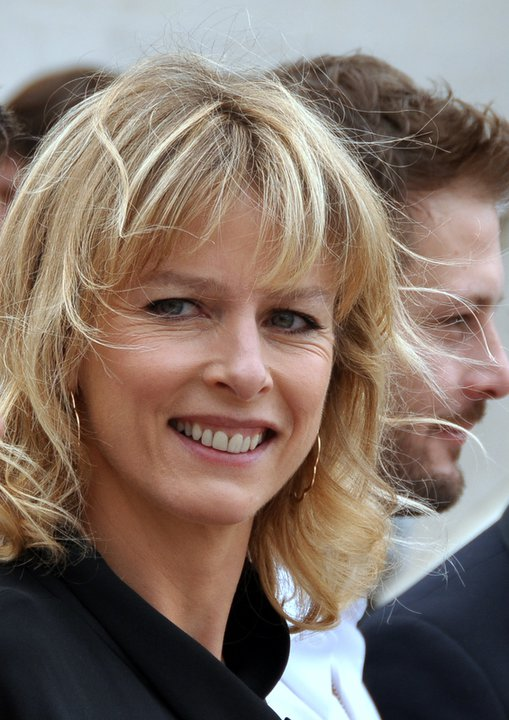
Karin Viard
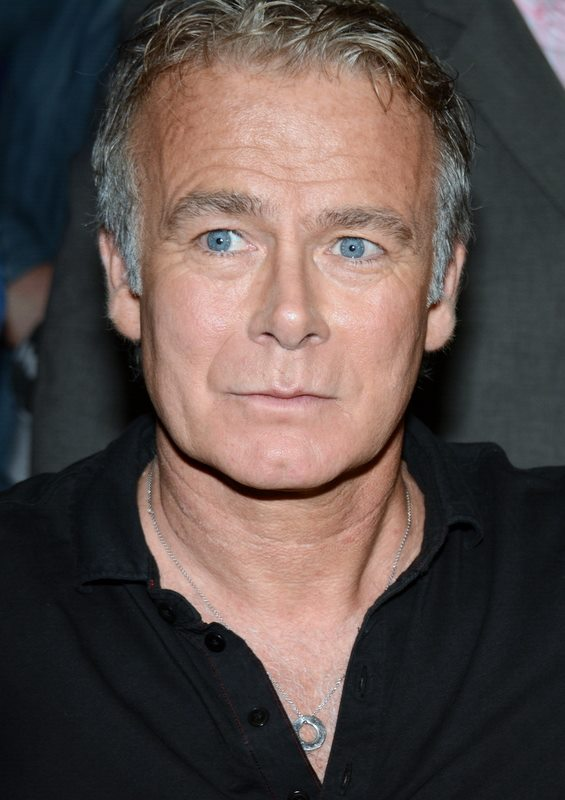
Franck Dubosc
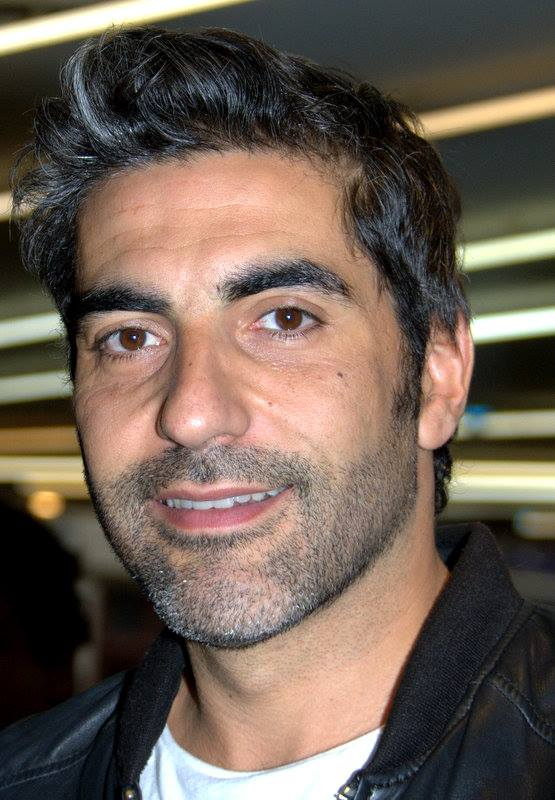
Ary Abittan
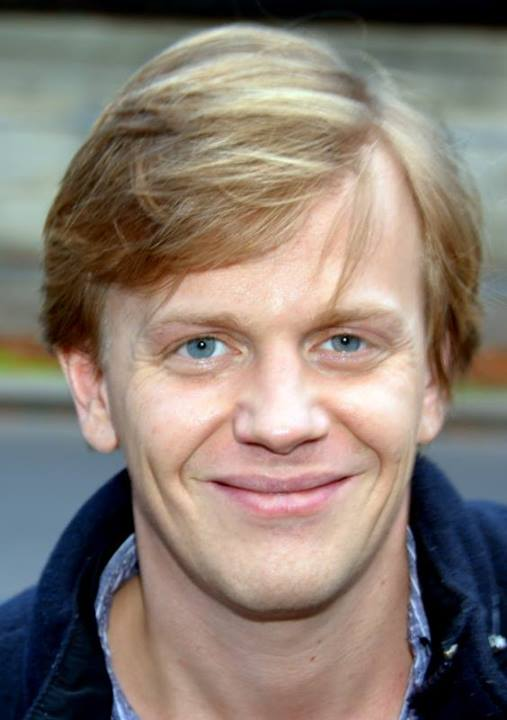
Alex Lutz
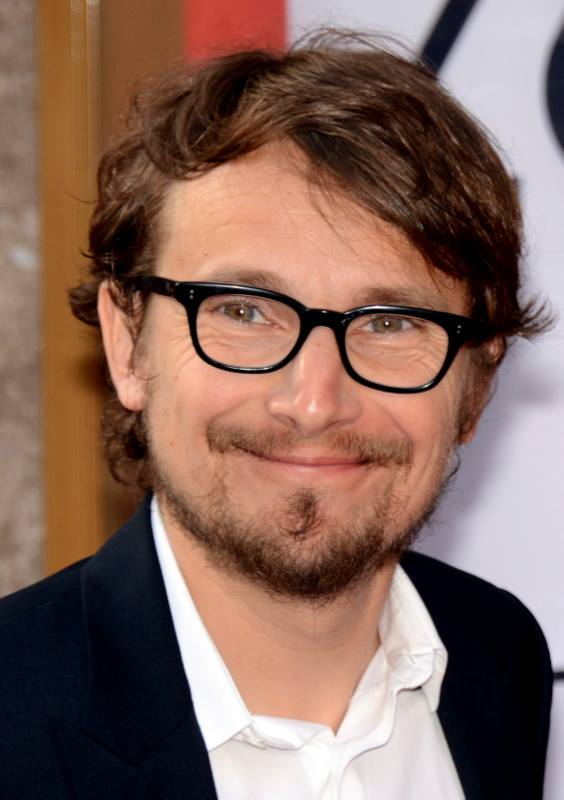
Lorànt Deutsch
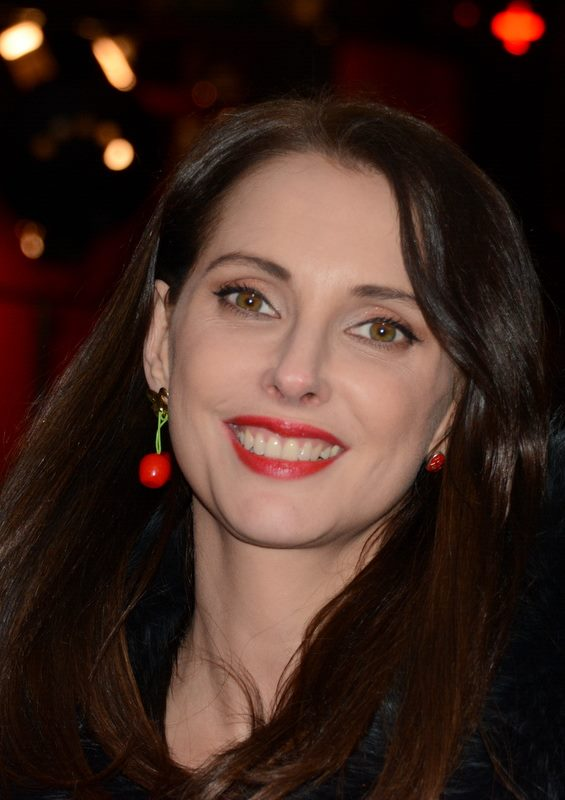
Frédérique Bel
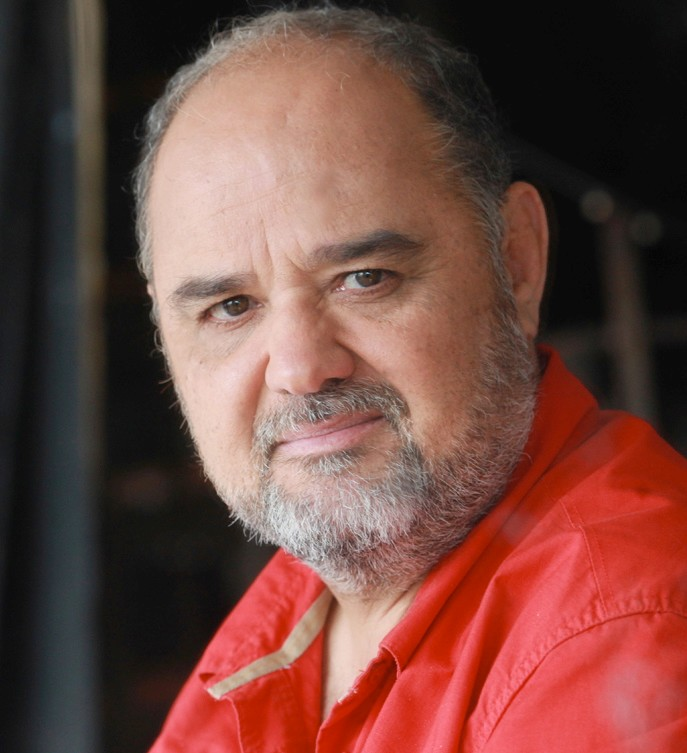
Guillaume Briat
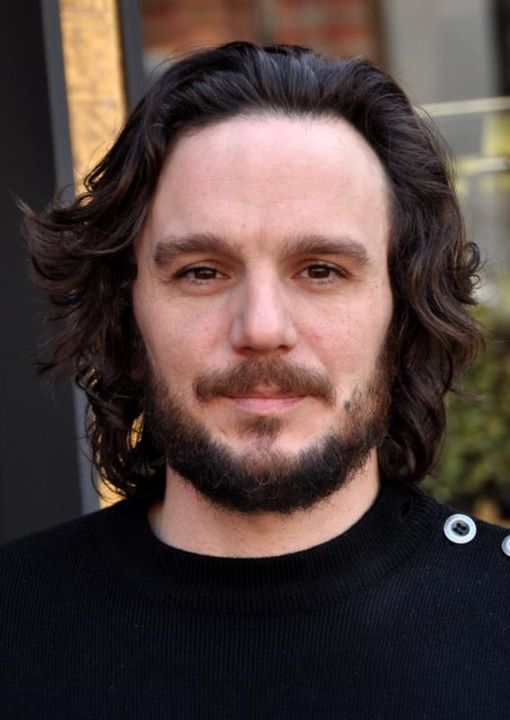
Dimitri Storoge
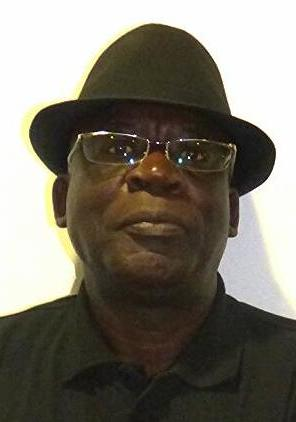
Pascal N'zonzi

## Production

### Genèse
Dès la sortie des Visiteurs 2, Jean-Marie Poiré et Christian Clavier pensent à un troisième volet des aventures de Jacquouille et Godefroy mais, sous l'influence de John Hughes, se dirigent vers une adaptation américaine du premier film, ce qui aboutira aux Visiteurs en Amérique (Just Visiting) en 2001, remake dans lequel jouent Christian Clavier et Jean Reno qui reprennent des rôles similaires à ceux de Jacquouille et Godefroy. Ce remake est un échec commercial et fait littéralement plonger les comptes de la Gaumont à sa sortie, alors que ceux-ci avaient déjà été affaiblis par l'échec du film Vatel de Roland Joffé, un autre film français destiné à une carrière internationale.
Quelque temps après cette désillusion, Christian Clavier avoue que son rôle de Jacquouille appartient désormais à une époque révolue de sa carrière d'acteur. Jean Reno, quant à lui, confie qu'il redoutait une « suite de trop ». Les deux acteurs abandonnent ainsi le projet d'un troisième opus.
En mai 2013, Christian Clavier relance le projet en annonçant l'écriture d'un scénario avec Jean-Marie Poiré. À la même période, Marie-Anne Chazel annonce sa participation au film en cas de continuation du projet.
En mars 2014, Christian Clavier annonce la fin de l'écriture du scénario.

### Développement
De même que dans le premier volet de la trilogie, des placements de produits sont opérés, mais dans une bien moindre mesure, l'époque à laquelle se déroule l'intrigue étant moins propice à cette technique. Le placement a lieu principalement lors de l'interrogatoire de Godefroy de Montmirail et de Jacquouille par le tribunal révolutionnaire, seul moment du film où des objets du XXe siècle sont montrés. Il y a notamment les produits de coiffure Franck Provost (bombe de laque pour cheveux) ou Cash Converters (un briquet). Les laques Franck Provost et Cash Converters n'existant pas en 1992 (date à laquelle Jacquouille est censé les avoir volés), ces placements de produits sont finalement des anachronismes.

### Choix des interprètes
C'est grâce aux organisateurs du Festival international du film policier de Liège que Stéphanie Crayencour a pu rencontrer Jean-Marie Poiré et se voir offrir le rôle de Victoire-Églantine de Montmirail. Le réalisateur ayant été le président du jury de l'édition de 2012 du Festival, il a été convié par ses organisateurs au Festival du film historique de Waterloo : « C’est là que nous nous sommes rencontrés. Il m’a regardé bizarrement en me disant que j’avais une tête de moyen-âge. J’ai passé le casting et obtenu le rôle de Victoire-Églantine de Montmirail. J’incarne la sœur de Franck Dubosc et l’épouse d’Ary Abittan. », explique Stéphanie Crayencour.

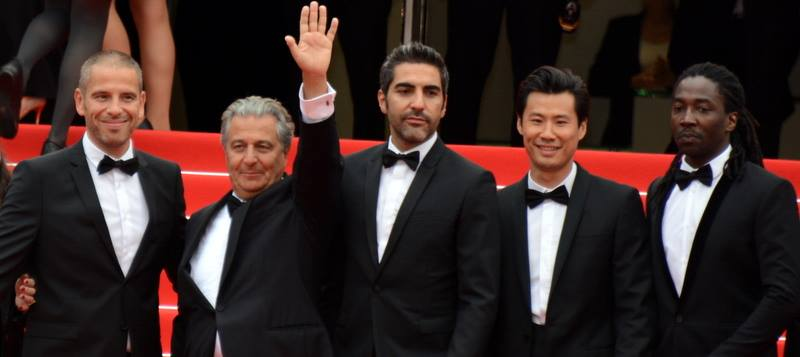
L'équipe du film Qu'est-ce qu'on a fait au Bon Dieu ? au festival de Cannes 2014.

D'autres comédiens viennent de la comédie à succès Qu'est-ce qu'on a fait au Bon Dieu ?, le plus gros succès français de l'année 2014, dans laquelle Christian Clavier tenait le rôle principal : il a ainsi « récupéré » de la distribution Ary Abittan, Pascal Nzonzi, Frédérique Bel et David Salles.
Alors que des comédiens des premier et deuxième films ont plus tard joué dans la série Kaamelott, on retrouve dans ce troisième film des acteurs récurrents de Kaamelott comme Joëlle Sevilla, Guillaume Briat et Serge Papagalli ; de plus, Lorànt Deutsch, Frédérique Bel et même Christian Clavier avait joué dans la série en tant qu'« acteurs invités ».
Les enfants Montmirail sont joués par les jeunes acteurs Elliot Goldberg, fils du producteur Sylvain Goldberg, et Horatia Taittinger, déjà apparue dans Benoît Brisefer : Les Taxis rouges, dans lequel jouait Jean Reno. Sylvain Goldberg a précisé qu'il n'est pour rien dans la présence de son fils dans le film qui, « parmi d’autres petits garçons, a passé plusieurs étapes de casting… pour finalement être choisi par Jean-Marie Poiré et Christian Clavier ».
Fin mars 2014, dans les émissions C à vous et Touche pas à mon poste !, Jean Reno confirme sa participation au film, indique que le « feu vert » de la Gaumont est encore attendu.
En octobre 2014, Christian Clavier annonce un tournage pour le printemps 2015 et une possible sortie en 2016 : il confie vouloir laisser la place à « une nouvelle génération d'acteurs », et affirme aussi que la composition de la distribution était en cours et que certains partenaires du film à succès Qu'est-ce qu'on a fait au Bon Dieu ? se verraient attribuer des rôles. Il met aussi fin aux rumeurs sur le net en indiquant, que ni Valérie Lemercier, ni Muriel Robin ne seraient présentes au casting, pas plus que Kev Adams, très occupé, à son grand regret,.
En décembre 2014, Christian Clavier, lors de la promotion du film Une heure de tranquillité dans l'émission C à vous, annonce le début du tournage des Visiteurs 3 pour avril 2015. Il confirme aussi, à la même période, lors de l'émission de radio Sortez du cadre, animée par Nikos Aliagas, la participation de deux acteurs de Qu'est-ce qu'on a fait au Bon Dieu ? au film : Ary Abittan, qui jouait le gendre juif de Christian Clavier, et Pascal Nzonzi, qui jouait André Koffi, le père de Charles, le gendre d'origine ivoirienne.
| |  |  |
| Le film n'était pas encore entré en pré-production quand Jean Reno a dévoilé un des éléments importants du scénario : la présence du révolutionnaire Robespierre. Ce n'est que beaucoup plus tard que le nom de l'acteur l'interprétant, Nicolas Vaude, a été annoncé. |  |  |

Dans des interviews accordées à Paris Match et au Parisien, Christian Clavier explique qu'il y aura une « quinzaine de rôles importants » et annonce que Karin Viard, Sylvie Testud, Franck Dubosc font aussi partie du casting,. Il annonce aussi qu'il sera coproducteur de ce troisième film et que le tournage se déroulera à Prague, en République tchèque,, durant onze semaines et à partir du 13 avril, car « grâce à Jean-Claude Decaux, il est devenu impossible de tourner à Paris, ». Quant au casting, les acteurs principaux reprendront leurs rôles : « Il y aura Jean Reno et Marie-Anne Chazel, mais aussi une quinzaine de rôles centraux, avec d’un côté des révolutionnaires et de l’autre des nobles. Le casting sera dans l’esprit de ce que j’ai fait avec Papy fait de la résistance. Nous mélangerons toutes les familles du cinéma français. »
Dans une interview accordée à Allociné lors du festival du film de comédie de l'Alpe d'Huez en janvier 2015, Franck Dubosc confirme sa participation au film (mais aussi celles de Karin Viard, Sylvie Testud et Ary Abittan) et la période du tournage (censé s'étaler d'avril à juin 2015), et dévoile des informations sur son rôle, celui d'« un descendant [de Godefroy] qui choisit de devenir révolutionnaire »,,,,,,,,,.
En février 2015, Lorànt Deutsch, à l'occasion de la promotion du film Un village presque parfait, annonce qu'il fait partie de la distribution des Visiteurs 3 et déclare en être « très fier », considérant le premier film comme un « monument de la comédie française ». Il précise qu'il doit y jouer le rôle d'un proche de Maximilien de Robespierre, en commentant qu'« il y a des gens qui vont être contents. » Au même moment, la venue de Jean-Luc Couchard dans la distribution est annoncée : l'acteur est donc censé retrouver Christian Clavier, qu'il avait déjà rencontré sur le tournage de Babysitting 2 (le précédent film dans lequel Clavier a joué avant Les Visiteurs 3).
En mars 2015, un mois avant le début du tournage, la participation du comédien Serge Papagalli, connu pour son rôle du paysan Guethenoc dans la série Kaamelott, est également citée par plusieurs médias, : dans une interview, celui-ci déclare qu'il a un rôle dans le film, mais qu'il est, à l'époque de l'interview, en pleines négociations.
En avril 2015, Valérie Lemercier, qui jouait le rôle de Béatrice de Montmirail dans le premier film, confie sur l'antenne d'Europe 1 ne pas avoir été contactée pour reprendre son rôle dans ce troisième épisode,. Elle n'avait pas repris son rôle dans le second volet et avait été remplacée par Muriel Robin.
Le 10 avril 2015, il est également annoncé qu'Alexandre von Sivers rejoint la distribution dans le rôle d'Eusèbe, le descendant de l'enchanteur Eusæbius en 1793. L'enchanteur Eusæbius de 1123 ainsi que Ferdinand Eusèbe, son descendant en 1993, étaient en effet joués dans les deux premiers films par Pierre Vial à la manière des acteurs principaux comme Jean Reno, Christian Clavier, Marie-Anne Chazel, Valérie Lemercier et Muriel Robin qui en dehors de leurs personnages du Moyen Âge ou d'une autre époque jouent aussi les descendants ou les ancêtres de ceux-ci dans les différentes époques selon les films (Jean Reno prête ses traits aux descendants de son personnage uniquement à travers les portraits et les photographies, mais ne les incarne pas physiquement). Pierre Vial n'a en effet pas été approché pour reprendre ce rôle car outre le fait qu'il est désormais âgé, au cours de ces dernières années il ne se consacre plus qu'au théâtre et ne joue plus à l'écran.

### Repérages

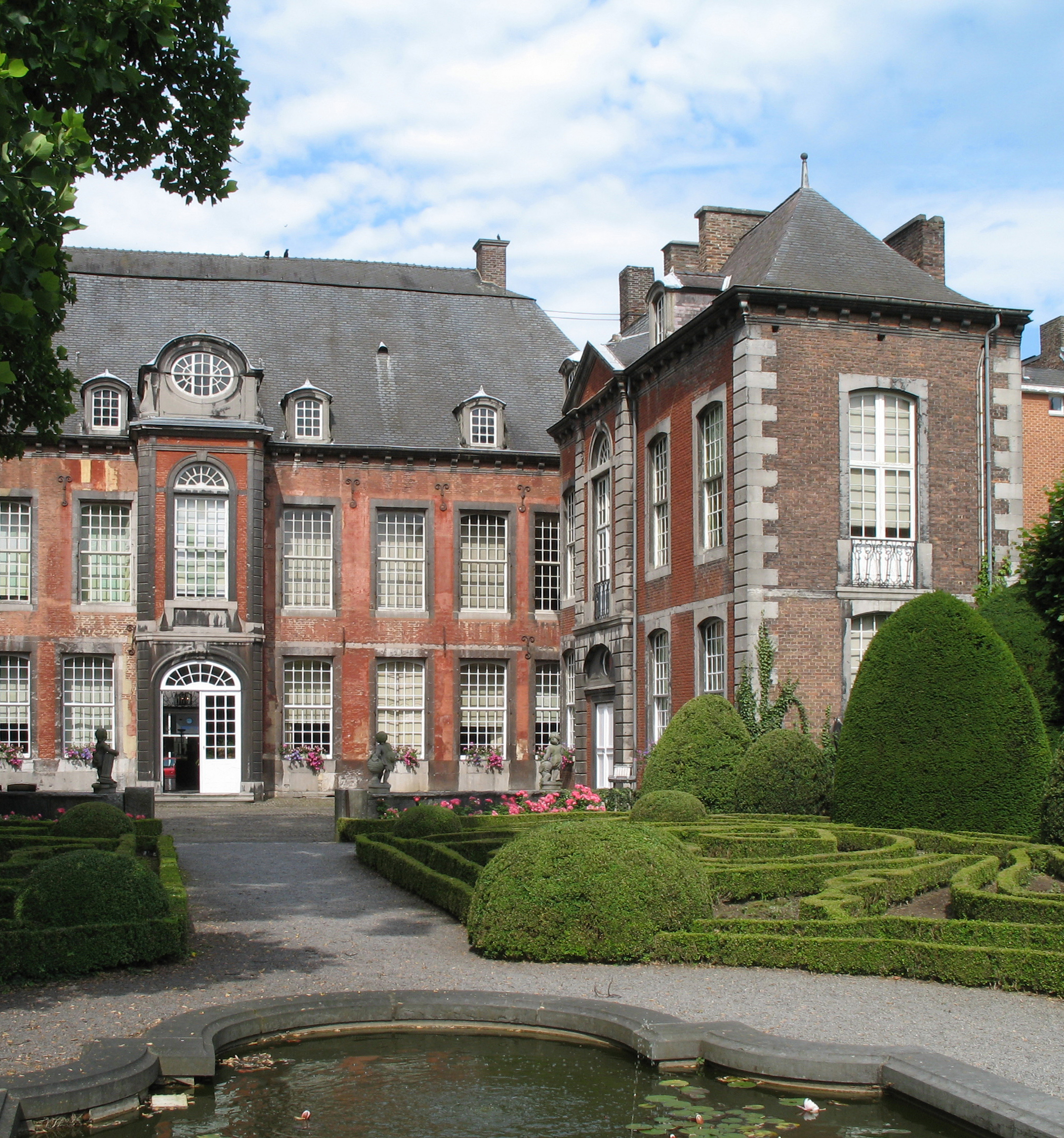
L'Hôtel de Groesbeeck - de Croix à Namur sert de décors pour l'hôtel particulier des Montmirail.

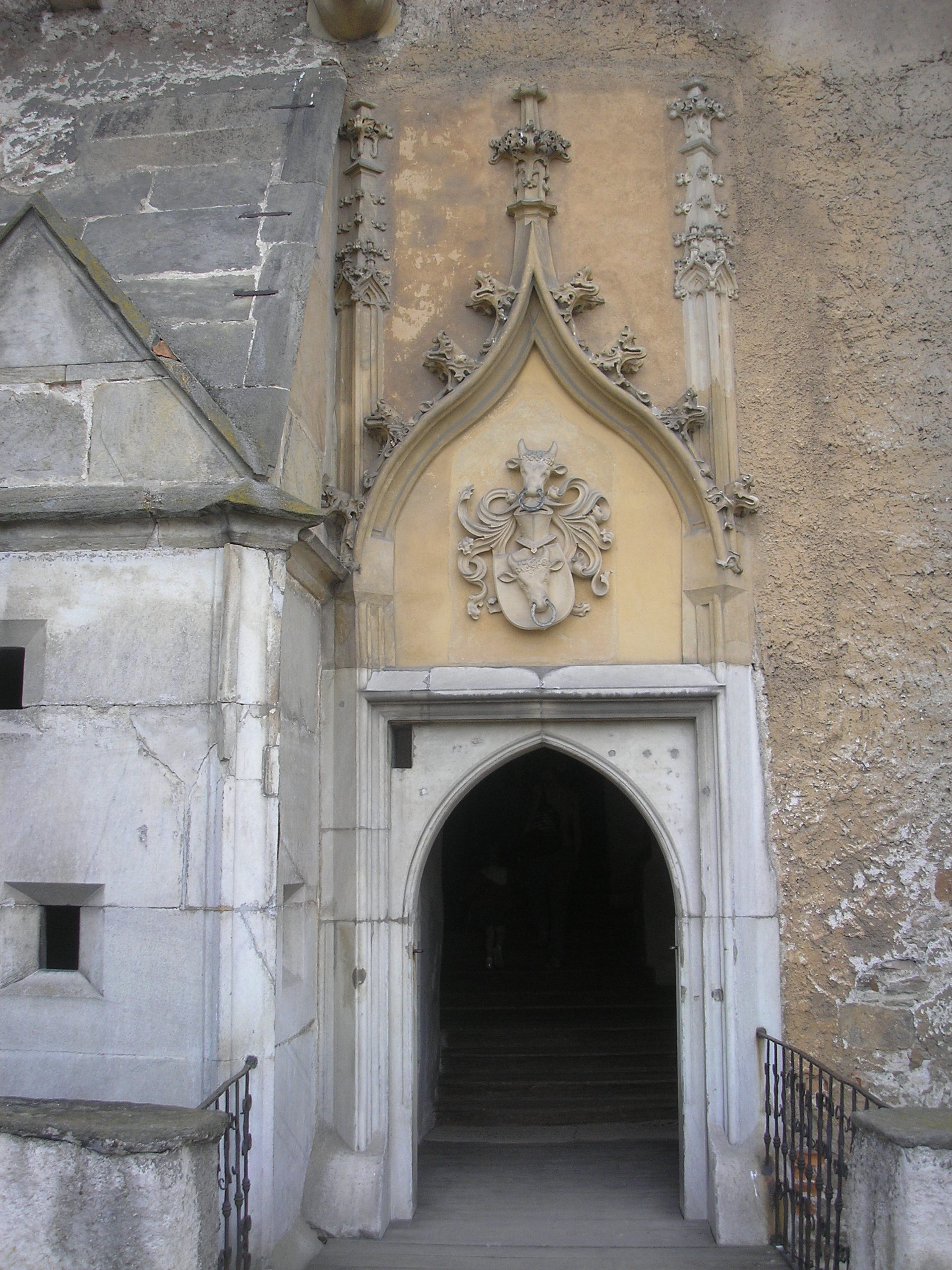
Le château de Pernštejn qui, après les châteaux de Carcassonne et de Beynac, sert de décors pour le château de Montmirail à l'époque médiévale.

En février 2015, la production du film réalise des repérages dans les souterrains de la citadelle de Namur, une forteresse très peu utilisée au cinéma,.
En avril, le journal L'Avenir annonce qu'une partie du tournage est censée se dérouler à Namur, en Belgique : d'après le quotidien, la ville se prépare à accueillir au mois de juin le tournage du film,. Alors que des repérages avaient été réalisés en février 2015 dans les souterrains de la citadelle de Namur, c'est finalement au pied de la cathédrale Saint-Aubain et dans la cour d'honneur du Musée des arts décoratifs que sont tournées les quelques scènes devant être tournées à Namur. Les travaux de restauration du Musée des arts décoratifs (débutés en 2013) sont interrompus durant un mois pour le tournage de quelques scènes dans la cour d'honneur du musée (cette partie du tournage est censée durer une semaine) : tous les frais dus au tournage (le démontage d'une grue et d'un échafaudage situés sur la façade arrière du musée et le retard d'un mois du chantier) sont pris en charge par la production du film,. D'après Tanguy Auspert, l'échevin chargé du Patrimoine de Namur, la ville attend « une réponse de l’entrepreneur pour interrompre les travaux. » : l'échevin annonce aussi que le tournage pourrait déclencher quelques problèmes de circulation, une « bonne moitié de la place St-Aubain » devant être bloquée pendant la première quinzaine de juin pour le tournage,,.
D'autres lieux de tournage belges sont cités comme le Palais provincial de Namur, mais aussi le château de Franc-Waret et le domaine de Ronchinne à Maillen. Durant toute la durée du tournage à Namur, l'équipe devrait rester installée dans le centre-ville,.
L'annonce de ce tournage en Belgique révèle que le film est cette fois-ci une co-production entre la France et la Belgique (alors que les deux premiers volets étaient seulement français) : la société belge Nexus Factory fait partie de la production et la distribution compte de nombreux acteurs belges comme Jean-Luc Couchard, Stéphanie Crayencour, Christelle Cornil, Christian Hecq, Éric De Staercke, Alexandre von Sivers et le jeune Elliot Goldberg. La co-production franco-belge est probablement motivée par la tax shelter belge, une niche fiscale destinée à encourager l'investissement dans des œuvres cinématographiques par les sociétés belges soumises à l'impôt.

### Tournage
Bien que le film soit censé se dérouler en France, notamment à Paris, il a été tourné en Belgique et en République tchèque : d'après Christian Clavier, la ville de Prague, qui sert de décor pour les scènes parisiennes, est une « ville baroque, qui ressemble beaucoup plus au Paris du XVIIIe siècle que Paris lui-même ».
Les lieux de tournage du film sont :
- République tchèque
  - Prague
  - Kutná Hora
  - Château de Pernštejn
  - Barrandov : Studios Barrandov
- Belgique
  - Namur
  - Brugelette
  - Saint-Georges-sur-Meuse
  - Bruxelles
  - Assesse
  - Liège
  - Ronchinne

#### République tchèque (avril-juin 2015)
| \| Nedvědice Kutná Hora Prague \| |
| Nedvědice Kutná Hora Prague       |

Christian Clavier avait annoncé le début du tournage pour le 11 avril : c'est finalement le 13 avril qu'il commence et quelques jours plus tard, le 20 avril 2015, Christian Clavier, via son compte Twitter, poste « Le tournage des Visiteurs 3 débute aujourd'hui : on va se marrer !!! ».
Le 22 avril 2015, un journal local de Kutná Hora publie un communiqué pour avertir la population des diverses fermetures de route et autres déviations mises en place pour le tournage : cet article est agrémenté de photos de tournage (avec notamment la construction des décors) dont trois montrant une enseigne d'un apothicaire nommé Eusèbe, qui est probablement le descendant d'Eusæbius.
Le 25 avril 2015, une autre série de photos prises lors du tournage à Kutná Hora en République tchèque est diffusée : on peut voir de nombreux figurants en costumes de la fin du XVIIIe siècle mais aussi l'acteur Jib Pocthier en sans-culottes et le réalisateur du film, Jean-Marie Poiré, surveillant le travail d'un cadreur,. Parallèlement, la première photo de Jacquouille et Godefroy est diffusée sur Internet.
Le 26 avril 2015, Christian Clavier publie sur Twitter une photo le montrant avec Jean Reno, en compagnie du premier vice-président (et ministre des Finances) tchèque, Andrej Babiš en commentant : « Les Tchèques sont des plus accueillants » Andrej Babiš relaie cette photo en disant être en compagnie d’« Astérix et Léon »,,.  

#### Belgique (juin 2015)

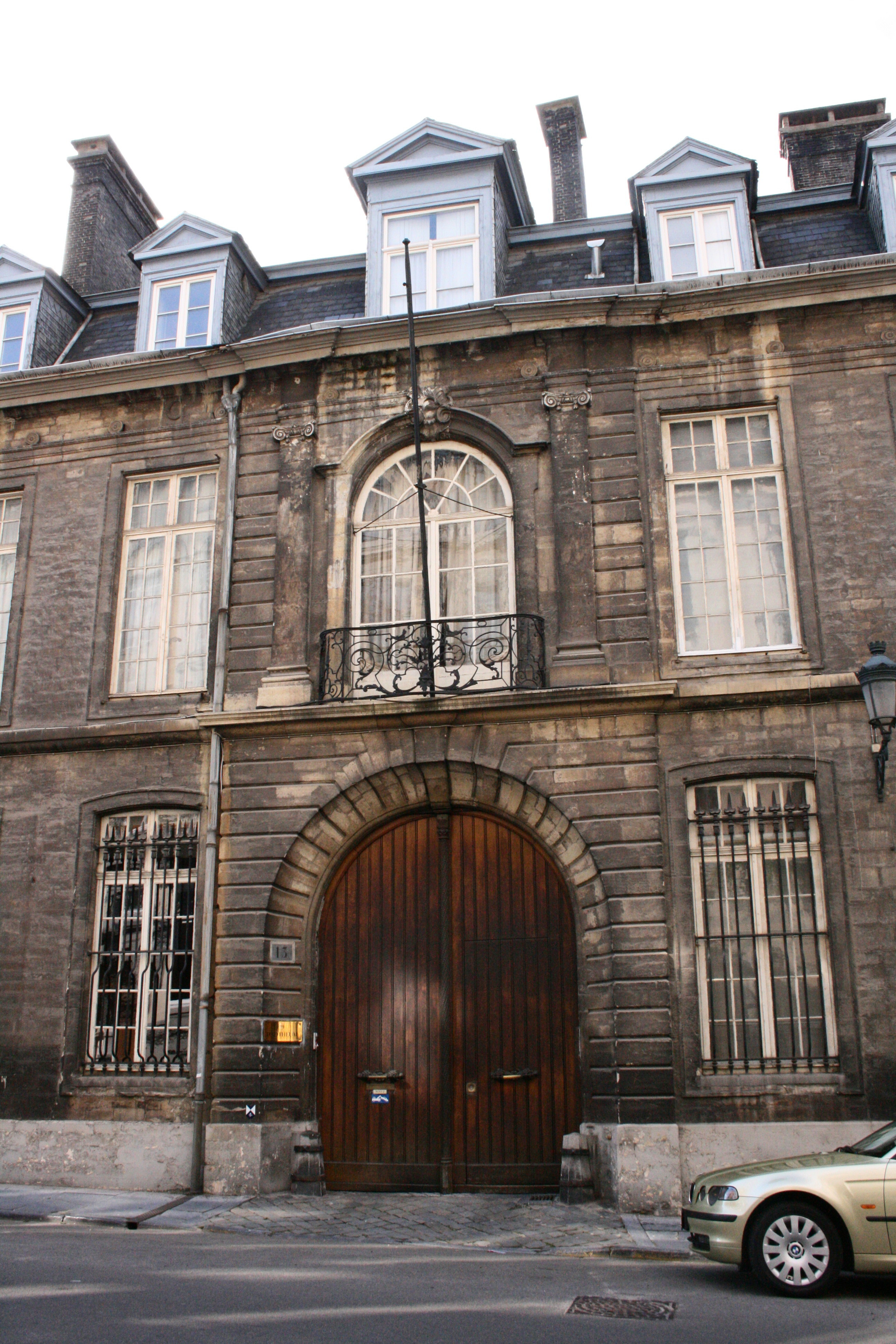
L'entrée de l'Hôtel de Lannoy à Bruxelles.

Le tournage en Belgique débute le 8 juin 2015. Il s'y déroule dans un premier temps à Bruxelles, dans la rue aux Laines, précisément dans l'hôtel de Lannoy, un hôtel particulier du XVIIIe siècle. Jusqu'au 11 juin, l'équipe y tourne des scènes avec Christian Clavier, Jean Reno, Franck Dubosc, Marie-Anne Chazel, Karin Viard, Stéphanie Crayencour, Ary Abittan, Frédérique Bel, Pascal Nzonzi et Annie Grégorio. Ensuite, à partir du 12 juin et jusqu'au 18 juin, le tournage se déroule à Namur, dans le centre-ville (palais provincial, place Saint-Aubain, ainsi qu'à l'Hôtel de Groesbeeck - de Croix, rue Joseph Saintraint) et à Fernelmont (Château de Franc-Waret). Il se poursuit au château d'Attre dans la commune de Brugelette, à Saint-Georges (Château de Warfusée) et Maillen (château de Ronchinne), où il s'achève le 26 juin.

### Post-production
La postproduction, tout comme la préproduction et une partie du tournage du film, a lieu en Belgique, Jean-Marie Poiré résidant à Bruxelles.

### Bande originale
Éric Lévi, qui a déjà composé la musique des Visiteurs et Les Couloirs du temps : Les Visiteurs 2, est aussi le compositeur de la musique originale de ce troisième volet. Il a imaginé de nouvelles compositions, mais a également arrangé des morceaux tirés des films précédents.
| No  | Titre                                | Durée |
| --- | ------------------------------------ | ----- |
| 1.  | Voices from the Past                 |       |
| 2.  | Trumpet Call                         |       |
| 3.  | Mélodie pour un CHEVALIER            |       |
| 4.  | Dies irae                            |       |
| 5.  | Les Oubliettes                       |       |
| 6.  | Le Règne de la Terreur               |       |
| 7.  | Les Condamnés                        |       |
| 8.  | Le Duc à la guillotine               |       |
| 9.  | L'Évasion de Godefroy                |       |
| 10. | La Prière de Godefroy                |       |
| 11. | Fuyons !                             |       |
| 12. | Jacouillet au château                |       |
| 13. | Caleche Conversation                 |       |
| 14. | Gonzague aux anges                   |       |
| 15. | Les Montmirail en danger             |       |
| 16. | Beautiful Flore                      |       |
| 17. | La Tirade de Gonzague                |       |
| 18. | La Mère de Dieu                      |       |
| 19. | Adieu Gonzague                       |       |
| 20. | Adagio                               |       |
| 21. | Jacouillet chez Gonzague             |       |
| 22. | Mendelssohn                          |       |
| 23. | Chez l'enchanteur                    |       |
| 24. | A moi la garde                       |       |
| 25. | The Stolen Jewels                    |       |
| 26. | Le Drapeau des Germains              |       |
| 27. | C'est diablerie                      |       |
| 28. | Capitaine François - 6M12            |       |
| 29. | Le Roi                               |       |
| 30. | Le Convoi et la Sorcière             |       |
| 31. | Enae Volare Mezzo (générique de fin) |       |

## Accueil
Le 21 avril 2015, Allociné dévoile la date de la sortie du film en France : le 6 avril 2016,. Le lendemain, c'est la RTBF qui annonce la date de sortie belge : le 23 mars 2016, soit deux semaines avant la sortie française.

### Promotion

Le premier logo du film, accompagnant l'arbre généalogique et le synopsis diffusés par la Gaumont en avril 2015.

#### Lors du tournage
À la fin du mois d'avril 2015, tandis que le tournage vient de commencer en République tchèque, la Gaumont dévoile sous forme d'un arbre généalogique les différents protagonistes de ce 3e film et les acteurs les interprétant : on découvre notamment que Maximilien de Robespierre (dont la présence dans le film avait été évoquée par Jean Reno dès la pré-production) est joué par Nicolas Vaude, que Marie-Anne Chazel n'interprète plus Ginette, mais un personnage dénommé Prune et que Franck Dubosc joue Gonzague de Montmirail, un personnage déjà mentionné par Béatrice dans le premier film et visible sur un portrait, dans lequel il possédait les traits de Jean Reno. Cet arbre généalogique est accompagné d'un synopsis du film.
Le 17 juin 2015, une équipe de TF1 est présente lors du tournage à Namur : elle assiste au tournage de plusieurs scènes au Musée des Arts décoratifs et réalise des interviews de Karin Viard, Marie-Anne Chazel, Alex Lutz, Ary Abittan, Jean Reno et Christian Clavier. Le reportage est ensuite diffusé deux jours plus tard dans le journal de 13 heures de TF1.

#### Au Festival de Cannes
La première promotion officielle du film a lieu en mai 2015 : Christian Clavier, Jean Reno, Marie-Anne Chazel, Karin Viard, Sylvie Testud, Franck Dubosc, Alex Lutz, Ary Abittan et Jean-Marie Poiré mettent en pause le tournage pour se rendre à la 68e édition du festival de Cannes. Les acteurs apparaissent dans l'émission du Grand Journal de Cannes du 16 mai 2015, dont une partie est entièrement consacrée au film, et dévoilent la première bande-annonce du film, montée à partir des rushs des deux premières semaines de tournage, ainsi que des photos montrant les acteurs présents sur le plateau dans leur costume de tournage. Ils viennent également pour rencontrer de nombreux distributeurs étrangers, qui ont déjà acheté le film avant même qu'il ne soit terminé.

#### Avant la sortie du film
Le 30 septembre 2015, les premiers visuels officiels sont dévoilés lors du congrès de la Fédération nationale des cinémas français (FNCF). Il s'agit de quatre pré-affiches présentant chacune un duo d'acteurs : Christian Clavier et Jean Reno, Franck Dubosc et Frédérique Bel, Christian Clavier et Sylvie Testud et enfin Ary Abittan et Alex Lutz. Le lendemain, Christian Clavier, Jean Reno et Jean-Marie Poiré présentent un extrait de trois minutes du film à la presse lors du même congrès.
À l'approche de la sortie du film, la promotion se fait de plus en plus importante. Ainsi, début février 2016 un premier aperçu est diffusé au cinéma, montrant les acteurs principaux du film, avec Jacquouille jouant avec un interrupteur en reprenant la réplique du premier film « Jour ! ... Nuit ! » en fond sonore. Ce teaser est ensuite dévoilé le 13 février sur Internet par Allociné et la page Facebook officielle du film. Le 10 février 2016, l'affiche officielle est dévoilée : Christian Clavier, Jean Reno, Franck Dubosc, Karin Viard, Alex Lutz, Ary Abittan, Sylvie Testud, Pascal Nzonzi et Marie-Anne Chazel sont présents dessus ; Jacquouille est porté par Godefroy sur ses épaules, probable référence à une scène culte de La Grande Vadrouille (1966). Bien que présent sur l'affiche, Pascal Nzonzi n'est pas mentionné en tête d'affiche, mais en bas : ceci provoque une légère polémique, certains y voyant un racisme de la part des distributeurs. Le 17 mars, Jean Reno est accueilli par la station de radio RTL.
Le 5 avril 2016, veille de la sortie, une émission spéciale des Enfants de la télé (tournée en janvier 2016) a lieu avec la quasi-totalité du casting principal. Quatre extraits ainsi qu'un bêtisier du film sont diffusés.

### Accueil critique
En France, le site Allociné propose une note moyenne de 2⁄5 à partir de l'interprétation de critiques provenant de 16 titres de presse.
La presse n'est pas autorisée à voir le film en avant-première par crainte des mauvaises critiques, les deux seules projections de presse étant réservées à une partie des médias télé et radio, jugés moins critiques.
La presse, déçue par la bande-annonce, étrille le film à sa sortie, le jugeant « laborieux », « moyen », et « daté ».
Pour Patrick Laurent, journaliste à La Dernière Heure « ce troisième opus se révèle quand même nettement plus agréable à suivre que les deux précédents ».
Mais selon Mathilde Cesbron, journaliste au Point, le film « n'est rien d'autre qu'une soupelette fade et démodée, dont même dame Ginette ne voudrait pas », avec une intrigue a minima, de l'humour au rabais, une critique sociale inexistante, un Jean Reno inexistant et un Christian Clavier qui surjoue. Pour Le Figaro, « Jean Reno, avec son œil de poisson mort, est en apnée. » Pour Marianne, « Cela ne fera rire que les enfants, et encore, ceux qui ont mauvais goût. ».
Selon Causeur, le choix de retenir la Terreur parmi les différentes phases de la Révolution, avec le rappel dérangeant de ses excès, pourrait passer comme une critique de cette même Révolution, à contre-courant de l'opinion.
Les spectateurs accueillent également très froidement le film, avec une note de 1,6/5 pour 4 700 avis environ sur Allociné.

### Box-office
L'objectif des producteurs est d'atteindre 5 millions d'entrées.
Lors de son premier jour d'exploitation, Les Visiteurs : La Révolution totalise 190 271 entrées, ce qui en fait le deuxième meilleur démarrage depuis le début de l'année 2016 pour un film français après Les Tuche 2 : Le Rêve américain,,, malgré un démarrage à Paris (2 189 entrées sur 25 copies) en deçà du second volet (6 164 entrées à la même période), mais qui lui permet de prendre la tête du box-office le jour de sa sortie,.
Pour son premier week-end à l'affiche, le film prend la première place du box-office avec 940 584 entrées, faisant mieux que le premier volet (438 263 entrées en 1993), mais moins bien que le second volet (2 068 693 entrées en 1998). Ce démarrage est considéré comme correct, mais pas exceptionnel, pour un film très attendu dans les régions où il a très bien marché dans les complexes.
Pour sa première semaine d'exploitation en France, le film prend la première place du box-office avec 1 150 047 entrées. Il fait mieux que Les Visiteurs (1993), avec 518 997 entrées, mais moins bien que Les Couloirs du temps : Les Visiteurs 2 (1998), avec 2 655 916 entrées. En plus de cela, il fait mieux que Les Visiteurs en Amérique, avec 558 531 entrées.
Avec un peu plus de 2 millions d'entrées cumulés en sept semaines, il est considéré comme un échec commercial qui peut s'expliquer par une rentabilité — assez faible — de 58% par rapport aux Tuche 2 et par le fait que Jean Reno (selon le site leboxofficepourlesnuls) « n'est plus aussi bankable »,[source insuffisante].
| Pays ou région | Box-office        | Date d'arrêt du box-office | Nombre de semaines |
| -------------- | ----------------- | -------------------------- | ------------------ |
| France         | 2 200 452 entrées | 25 mai 2016                | 7                  |
| Mondial        | 18 549 352 $      | 22 mai 2016                | 8                  |

### Exploitation à l'étranger
Alors en plein tournage, le film commence à être acheté par de nombreux distributeurs étrangers : seulement un mois après le début du tournage, il est déjà vendu à des distributeurs du Benelux (Paradiso Filmed Entertainment), d'Espagne (A Contracorriente Films), de Suisse (JMH Distributions), de Grèce (Odeon), de Chine (HGC Entertainment), du Moyen-Orient (Four Star), de Turquie (Outsider Films), du Portugal (Outsider Films), de Hongrie (Freeman Films) et de la communauté des États indépendants (Luxor Entertainment).

## Analyse

### Erreurs et incohérences

#### Incohérences avec les autres films de la série
Arrivant longtemps après Les Visiteurs (1993) et Les Couloirs du temps : Les Visiteurs 2 (1998), et bien que toujours écrit par Jean-Marie Poiré et Christian Clavier, le troisième film compte plusieurs erreurs de continuité avec les précédents films, contredisant des éléments disséminés dans le premier film notamment. Ainsi, dans ce volet, Jacquouille dit que sa mère s'appelait Gertrude, alors que dans le premier opus, il déclarait qu'elle se nommait Gwendoline, au cours d'un monologue fameux sur les morts atroces de ses parents.
La scène finale, où les deux principaux protagonistes sont propulsés en 1943 en pleine Seconde Guerre mondiale, amène plusieurs erreurs. On y aperçoit le jeune Jacques-Henri Jacquart[réf. nécessaire], âgé d'une dizaine d'années, ce qui laisse à penser qu'il serait né au tout début des années 1930 : il devrait être sexagénaire dans le premier opus, or, l'intrigue générale censée se passer en 1992 nous présente ce personnage âgé d'à peine quarante ans, Christian Clavier étant né en 1952[pertinence contestée], ce qui rend donc totalement impossible le fait que sa naissance ait eu lieu avant les années 1950 et que, par conséquent, il ait vécu lors de la Seconde Guerre mondiale. Une solution peut être que le jeune Jacques-Henri Jacquart de 1942 est le père de celui de 1992 (Edmond en serait donc le grand-père).
L'histoire du château de Montmirail telle qu'elle est présentée dans ce troisième film va également à l'encontre des éléments apportés par le premier. Dans le premier opus, Béatrice de Montmirail déclare qu'elle a passé son enfance au château familial, et quand Godefroy lui demande quel est le propriétaire des lieux en 1992, elle lui répond que c'est Jacques-Henri Jacquart[réf. nécessaire], descendant des anciens métayers, qui a racheté le château à son père, par ailleurs mort en 1981 : le château a donc été acquis par Jacques-Henri Jacquart, à la fin du XXe siècle. Dans ce troisième film, on découvre que Jacquouillet a pris possession du château sous la Révolution, puis que le château semble être resté dans la famille de Jacquouille, montré comme appartenant à Edmond Jacquart lors de la Seconde Guerre mondiale, sans aucune autre explication. Une explication peut être que les Montmirail et Jacquart se sont mutuellement racheté le château à plusieurs intervalles.
Il y a une incohérence chronologique de taille entre la fin du deuxième film, et le début du troisième. En effet, à la fin du deuxième film, Godefroy et Jacquouille sont propulsés à l'époque de la Révolution française où ils sont capturés en sortant du château du Duc de Luigny. Ils rencontrent alors, pour la première fois, Jacquouillet accompagné du "Général" Napoléon Bonaparte, qui n'est devenu général de brigade que le 22 décembre 1793, après les évènements du Siège de Toulon, et donc après la mort de Louis XVI guillotiné le 21 janvier 1793, évènement qui vient tout juste de se dérouler dans le troisième film. C'est sans doute la raison pour laquelle le général Bonaparte ne réapparaît pas dans le troisième film. Notons également que Christian Clavier qui jouait Jacquouillet qui l'accompagnait, jouera lui-même Napoléon Ier quelques années après le deuxième film dans Napoléon, mini-série tv de 2002. Un personnage joué par Damien Ferrette et crédité comme "Le Soldat de l'An II", indiquait que ces évènements avaient donc lieu en 1793-1794 (An II du Calendrier Républicain), et non pas en 1792-1793 (An I du calendrier républicain) comme les repères historiques du troisième film l'indiquent par la mort de Louis XVI rapportée.
À la fin du deuxième film, Jacquouillet précisait qu'il voulait interroger lui-même Godefroy et Jacquouille qu'ils prennent pour des Anglais, or dans le troisième film, c'est un autre accusateur nommé Legendre qui s'en charge.
Il y a aussi quelques inexactitudes chronologiques dans la représentation du château de Montmirail. Lors du premier opus, on apprend par Béatrice que le bâtiment est d'apparence Renaissance depuis le Directoire, période politique qui s'étend de 1795 à 1799. Or, bien que l'intrigue se déroule en 1793, soit deux ans auparavant, le château présente déjà un aspect Renaissance. Et lorsque Godefroy et Jacquouille sont propulsés en 1943, le château est présenté sous sa forme médiévale.
Les bijoux du duc de Pouille qu'avait Godefroy à la fin du film les couloirs du temps, ne sont plus apparus.

#### Anachronismes verbaux
Comme pour les deux premiers films, quelques erreurs de vocabulaire ou historiques apparaissent :
- mot « raciste : Prune (ascendante de Ginette) prononce le mot « raciste ». Or ce mot fut utilisé pour la première fois par Gaston Méry, en 1894, soit 101 ans plus tard, par rapport à l'année où se déroule l'histoire.[réf. nécessaire]
- mot « terroriste » : Robert de Montmirail (Alex Lutz) utilise l'expression « armé comme un terroriste » pour dénoncer le fait que Jacquouille, censé incarner un marchand de vin, emporte une brassée d'armes à bord de leur berline pour Paris : le mot « terroriste » est anachronique, car il a été utilisé pour la première fois en novembre 1794 (soit un an après les événements du film), pour désigner la doctrine des partisans de la Terreur, exercée par les révolutionnaires alors au pouvoir.
- mot « barda » : Lorsque la famille Montmirail rentre dans Paris, leur cocher (Serge Papagalli) décide de les abandonner et leur demande de débarrasser leur « barda ». Or, ce mot d'origine arabe n'a commencé à être utilisé en France qu'à partir de 1830 (soit 37 ans après le déroulement de l'histoire), d'abord par l'armée française pour désigner l'équipement, avant de se diffuser progressivement dans le langage courant[95].
- titre de « Dauphin de France » : Godefroy se donne pour mission d'aller « libérer le Dauphin de France » Louis XVII, alors que le titre de dauphin de France n'a été donné systématiquement aux fils aînés des Rois de France qu'à partir de 1350, soit longtemps après l'époque de Godefroy né au XIe siècle.
- mot « poubelle » : quand Marat voit sa statue cassée, il s'écrie « jetez-moi cette saleté à la poubelle…. », or, le recours à la poubelle ne sera initié qu'en 1883 par Eugène Poubelle (15 avril 1831 – 15 juillet 1907).

## Autour du film
- Nicolas Vaude, l'interprète de Robespierre, n'en est pas à son premier film sur la Révolution française puisqu'il a joué le rôle de Jacques-Louis David dans le téléfilm Une femme dans la Révolution. Dans ce même téléfilm, le rôle de Robespierre était tenu par Alex Lutz.

### Présence de personnages historiques
Alors que seulement trois personnages historiques étaient présents dans les deux premiers films (le roi de France Louis VI le Gros, le roi d'Angleterre Henri Ier Beauclerc et le jeune Napoléon Bonaparte), ce sont une dizaine de personnes ayant réellement existé qui se retrouvent dans ce troisième film :

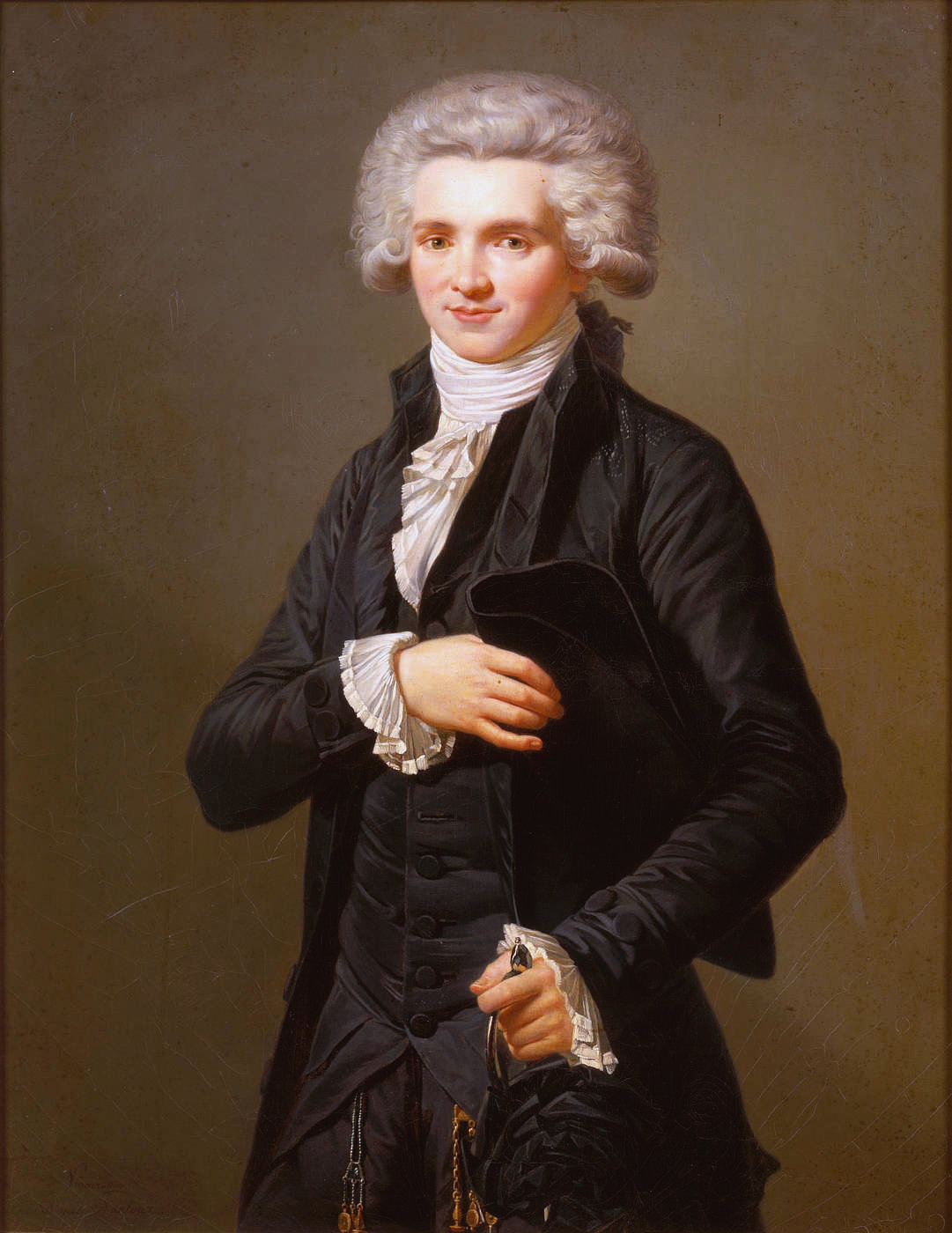
Maximilien de Robespierre
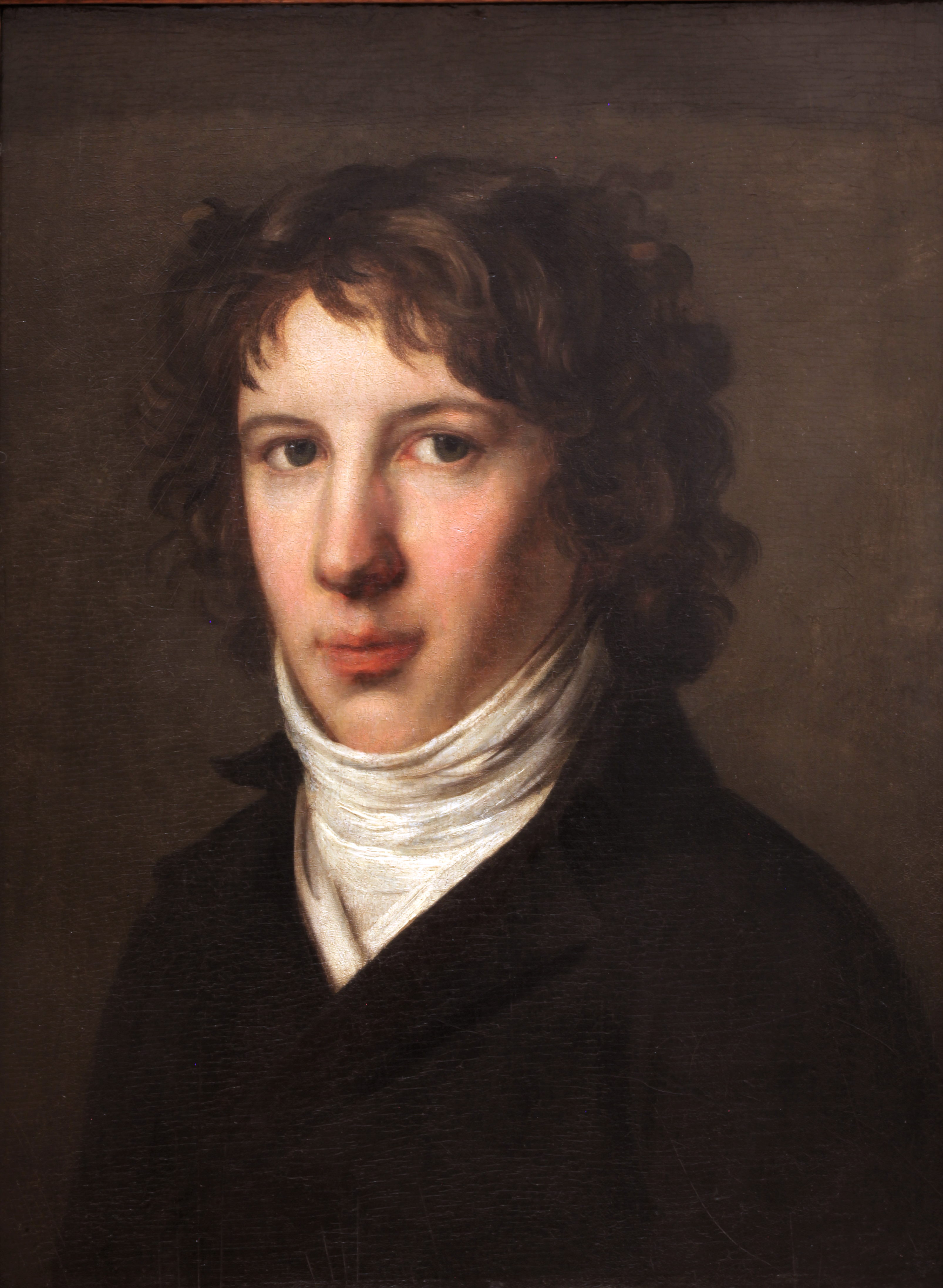
Saint-Just
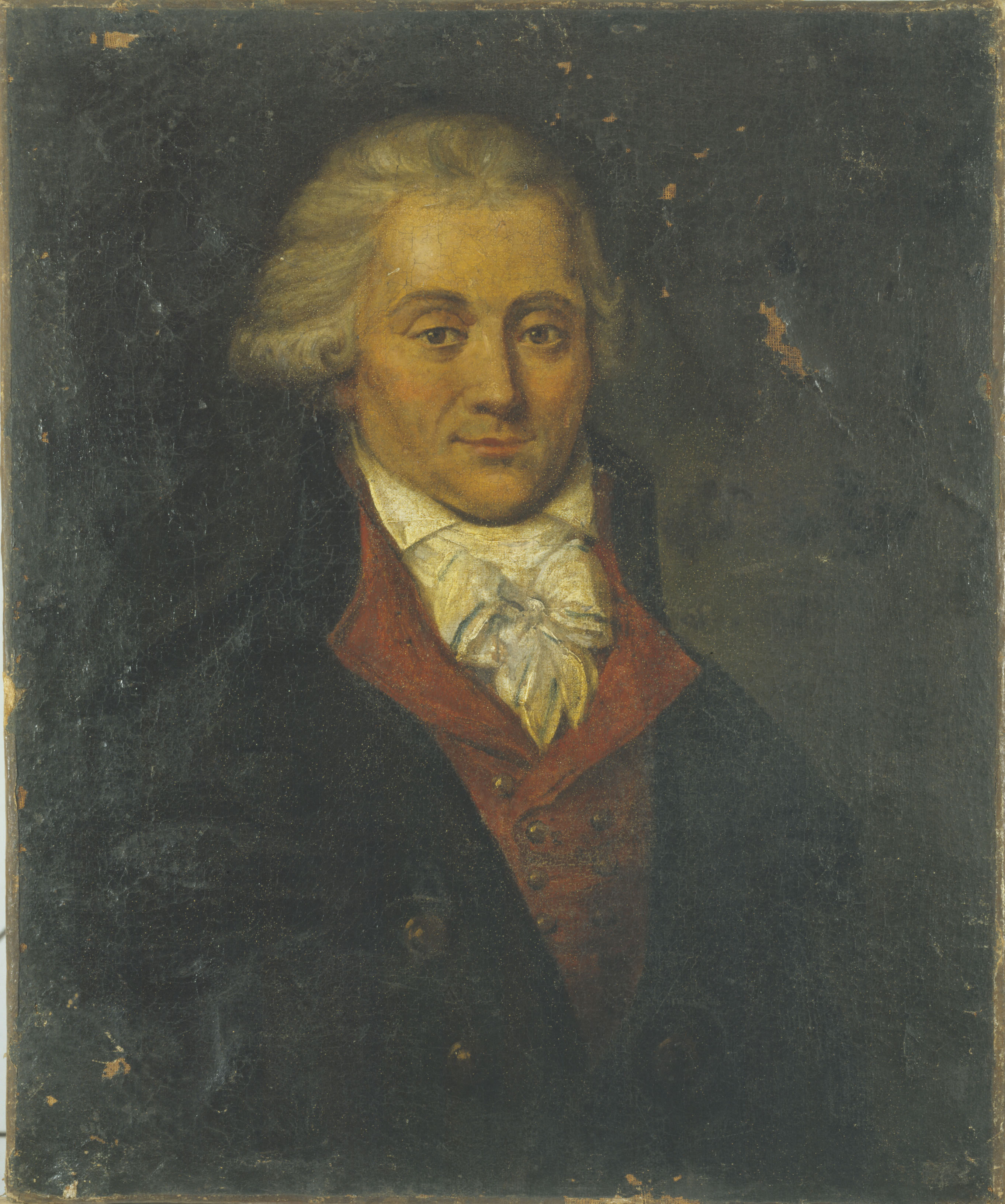
Portrait présumé de Georges Couthon
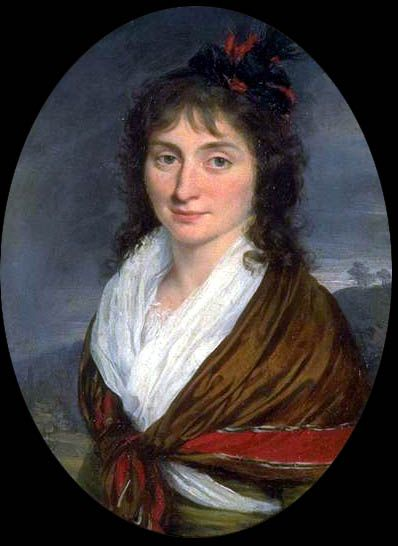
Charlotte de Robespierre
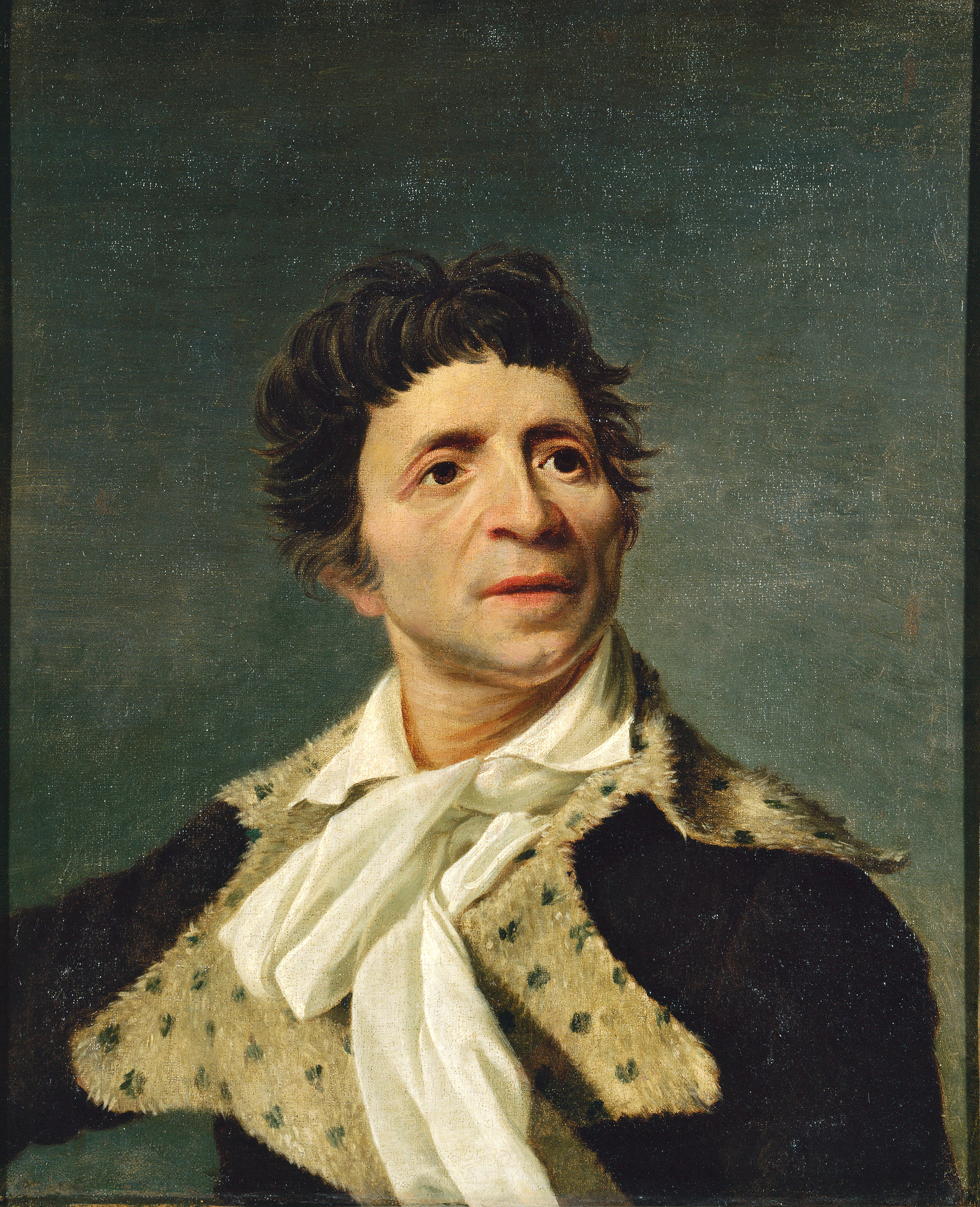
Jean-Paul Marat
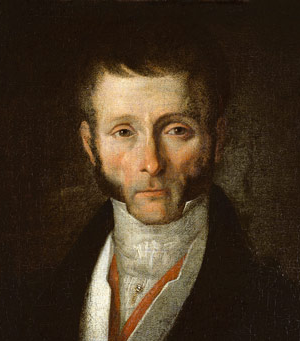
Joseph Fouché
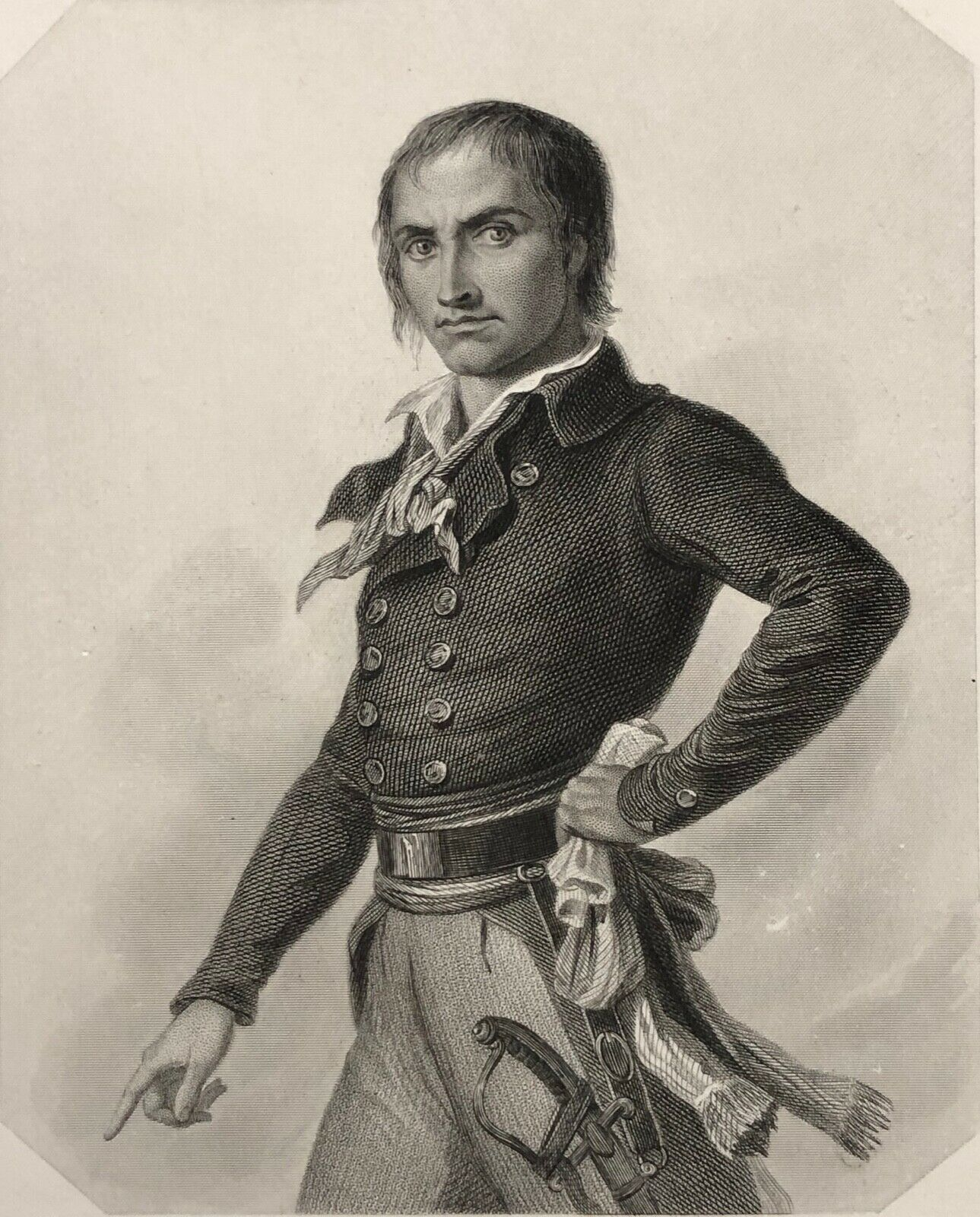
Collot d'Herbois
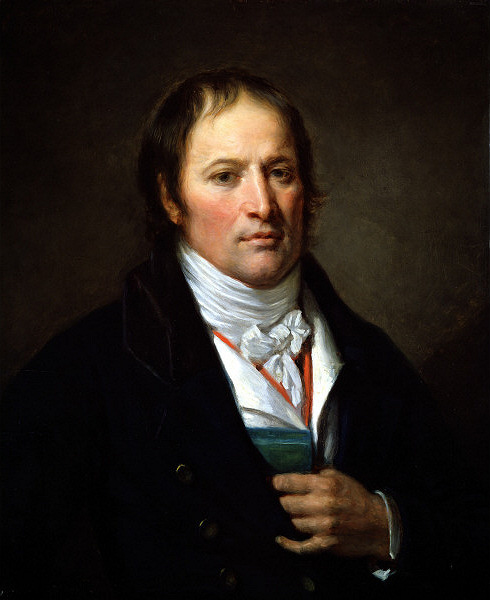
Billaud-Varenne
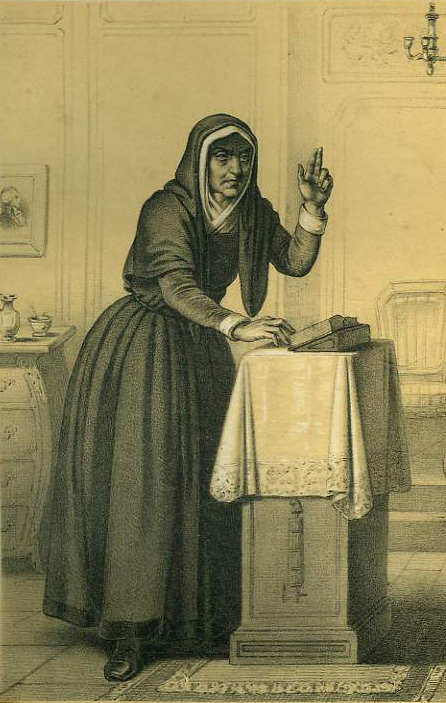
Catherine Théot